# Division I 1967-1968
La Division I 1967-1968 è stata la 65ª edizione della massima serie del campionato belga di calcio disputata tra il settembre 1967 e il maggio 1968 e conclusa con la vittoria del Anderlecht, al suo quattordicesimo titolo e quinto consecutivo.
Capocannoniere del torneo furono Roger Claessen (Standard Liegi) e Paul Van Himst (Anderlecht), con 20 reti.

## Formula
Come nella stagione precedente le squadre partecipanti furono 16 e disputarono un turno di andata e ritorno per un totale di 30 partite.
Le ultime due classificate vennero retrocesse in Division 2.
Le società ammesse alle coppe europee furono sei: la squadra campione si qualificò alla Coppa dei Campioni 1968-1969, la vincitrice della coppa nazionale alla Coppa delle Coppe 1968-1969 e altri quattro club vennero iscritti alla Coppa delle Fiere 1968-1969.

## Classifica finale
|    | Classifica                  | G  | V  | N | P  | GF | GS | Dif | Pt |
| -- | --------------------------- | -- | -- | - | -- | -- | -- | --- | -- |
| 1  | Anderlecht                  | 30 | 20 | 6 | 4  | 67 | 24 | 43  | 46 |
| 2  | RFC Brugeois                | 30 | 19 | 7 | 4  | 53 | 21 | 32  | 45 |
| 3  | Standard Liegi              | 30 | 16 | 8 | 6  | 53 | 31 | 22  | 40 |
| 4  | KSV Waregem                 | 30 | 14 | 8 | 8  | 42 | 35 | 7   | 36 |
| 5  | K. Sint-Truidense VV        | 30 | 14 | 6 | 10 | 52 | 38 | 14  | 34 |
| 6  | R. Beerschot AC             | 30 | 11 | 7 | 12 | 42 | 38 | 4   | 29 |
| 7  | K. Lierse SK                | 30 | 12 | 3 | 15 | 50 | 66 | -16 | 27 |
| 8  | R. Charleroi SC             | 30 | 11 | 5 | 14 | 33 | 39 | -6  | 27 |
| 9  | R. Daring Club de Bruxelles | 30 | 11 | 5 | 14 | 39 | 54 | -15 | 27 |
| 10 | RFC Liégeois                | 30 | 10 | 7 | 13 | 32 | 41 | -9  | 27 |
| 11 | R. Racing White             | 30 | 9  | 9 | 12 | 41 | 44 | -3  | 27 |
| 12 | Beeringen                   | 30 | 11 | 4 | 15 | 42 | 50 | -8  | 26 |
| 13 | KSK Beveren                 | 30 | 9  | 7 | 14 | 30 | 42 | -12 | 25 |
| 14 | KFC Malinois                | 30 | 9  | 5 | 16 | 32 | 41 | -9  | 23 |
| 15 | Anversa                     | 30 | 6  | 9 | 15 | 23 | 42 | -19 | 21 |
| 16 | Olympic Charleroi           | 30 | 8  | 4 | 18 | 29 | 54 | -25 | 20 |

### Verdetti
- RSC Anderlechtois campione del Belgio 1967-68.
- R. Antwerp FC e R. OC de Charleroi retrocesse in Division II.